# Vorstendom Grubenhagen

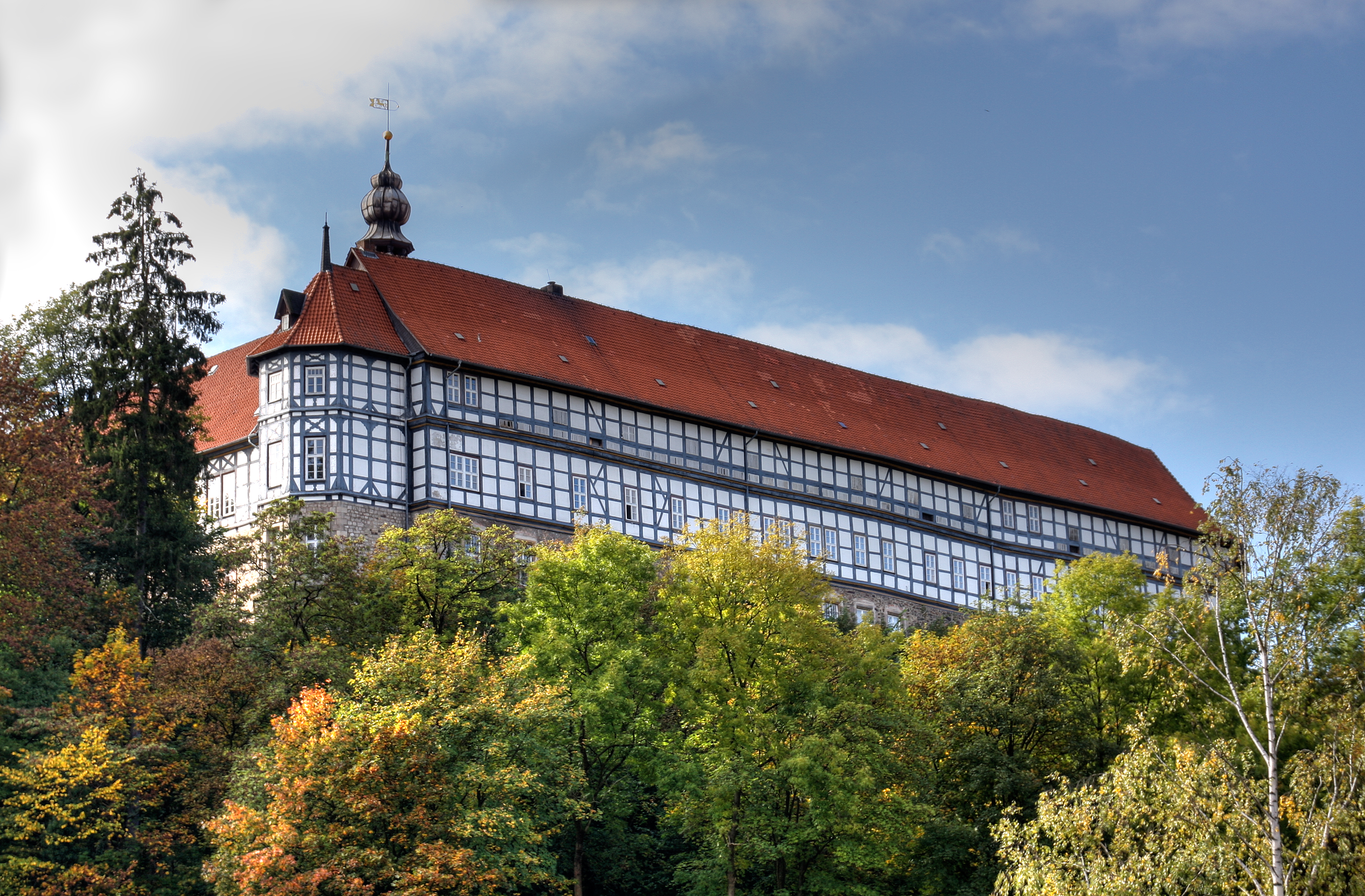
kasteel Herzberg vanuit het oosten

Het vorstendom Grubenhagen (Duits: Fürstentum Grubenhagen) was een tot de Neder-Saksische Kreits behorend vorstendom binnen het Heilige Roomse Rijk.

## Geschiedenis
Grubenhagen maakte deel uit van het in 1235 door Otto het Kind gevormde hertogdom Brunswijk-Lüneburg. Bij zijn dood volgde de eerste deling van dit hertogdom in 1252 in de takken Brunswijk en Lüneburg waarbij Grubenhagen aan de tak Brunswijk kwam. In 1286 werd het deelhertogdom van de Brunswijkse tak verder verdeeld, waarbij Grubenhagen met Hendrik I van Brunswijk-Grubenhagen de residentie werd van een afzonderlijke tak. In 1342/58 moest de Mark Duderstadt aan het keurvorstendom Mainz verkocht worden. In de loop der tijd waren er ook hertogen die te Osterode of Salzderhelden resideerden. 
In 1534 werd de Reformatie ingevoerd. In 1596 stierf Brunswijk-Grubenhagen uit, waarna Brunswijk-Wolfenbüttel het vorstendom ondanks aanspraken van Brunswijk-Lüneburg in bezit nam. Na een gerechtelijke uitspraak in 1609 moest Brunswijk-Wolfenbüttel het vorstendom in 1617 aan Brunswijk-Lüneburg afstaan.

## Bezit
- de steden Einbeck en Osterode
- de ambten Rothenkirchen, Salzderhelden, Katlenburg, Osterode, Herzberg, Scharzfeld, Radolfshausen en Elbingerode
- het gerecht Rüdershausen
- de Harz met de mijnen